# París-Niza 1972
La París-Niza 1972, fue la edición número 30 de la carrera, que estuvo compuesta de nueve etapas y un prólogo disputados del 9 al 16 de marzo de 1972. Los ciclistas completaron un recorrido de 1.129 km con salida en Dourdan y llegada a Col d'Èze, en Francia. La carrera fue vencida por el francés Raymond Poulidor, que fue acompañado en el podio por el belga Eddy Merckx y el español Luis Ocaña. 
Jacques Anquetil se convierte en el director de carrera.

## Recorrido
Los 1.129 km de recorrido se dividen en nueve etapas y un prólogo disputados en siete días. La prueba consta de dos cronoescaladas: el primer día en Dourdan y el último día en el Col d'Èze. Además el segundo sector de la cuarta etapa es una contrarreloj por equipos. Las principales dificultades montañosas son el Col de la République en el primer sector de la cuarta etapa, el monte Dore como final de la quinta etapa, el Espigoulier en la sexta etapa y el mencionado Èze en la contrarreloj final.
Los ganadores de las etapas en línea bonifican cinco segundos menos en el prólogo donde también bonifican el segundo, tercero y cuarto con tres, dos y un segundo, respectivamente.

## Participantes
En esta edición de la París-Niza toman parte 110 corredores divididos en 11 equipos: Gan-Mercier, Molteni, Bic, Rokado, Sonolor, Beaulieu-Flandria, Van Cauter-Magniflex-De Gribaldy, Werner, Peugeot-BP-Michelin, Gitane y Kas-Kaskol. La prueba lo acabaron 82 corredores.

## Desarrollo
Esta París-Niza se plantea como un todos contra  Merckx. Su victoria parece tan clara que Jean Leulliot promete un premio de 10.000 francos a Raymond Poulidor si bate al belga.
La prueba se inicia, como el año pasado, con un prólogo contrarreloj en la subida de Dourdan. Los tiempos de la etapa no cuentan para la clasificación general aunque los cuatro primeros de la etapa bonifican 5, 3, 2 y 1 segundo. De nuevo  Merckx impone haciendo ocho segundos menos que la edición anterior.
La primera etapa se decide en un esprint masivo donde se impone Eric Leman.  Leman consigue también el maillot blanco de líder en una decisión muy polémica porque a igual de tiempos en la general entre Leman y Merckx, los jueces deciden darle el maillot al alewmán. El viento a favor y una batalla continua hacen que la velocidad media de esta etapa sea superior a los 46 km por hora.
Como el año anterior el liderazgo de  Leman fue efímero porque  Merckx lo recupera en ganar la  segunda etapa gracias a un ataque a dos kilómetros de meta. Lo único que respondió a la aceleración de  Merckx fue  Poulidor pero al final también pierde 3 "en línea de meta con el belga.
La tercera etapa se resuelve en un esprint masivo ganado de nuevo por  Leman. En la disputa del mismo cae  Merckx al no poder esquivar una caída justo en frente sede de Gerben Karstens. El belga queda grogui y cruza la línea de meta medio minuto después del ganador empujado por sus compañeros de equipo. Como la caída es en la zona de seguridad del último kilómetro, los jueces le dan el mismo tiempo que el grupo principal. El director del  Bic, Maurice de Muer, no acepta esta decisión, ya que los árbitros de la prueba aplican una regla internacional pero que no es el reglamento de la París-Niza .  de Muer amenaza de retirar su equipo si  Merckx continúa con el mismo tiempo. Esta medida de presión no tiene ningún resultado, ya que  Merckx no pierde tiempo en la etapa y el  Bic sigue en cabeza.
 Merckx marcha en el hospital para hacerse varias pruebas que descartan cualquier fractura. Sin embargo, el belga reconoce que no se acuerda de lo ocurrido justo después de la caída. No sabe cómo ha cruzado la línea de meta. Menos suerte tiene Joaquim Agostinho. El portugués tiene que abandonar después de que una bicicleta del equipo Rokado se desprenda de su coche y le golpee en pleno descenso del col de Saint Jean.
El primer sector de la cuarta etapa se presenta con la duda sobre el estado físico de  Merckx después de la caída del día anterior. Las dudas se resuelven en el Col de la Republique donde ataca  Ocaña. El español se va junto con Roger Pingeon y Raymond Delisle sin que el jersey blanco reaccione. Merckx se mantiene en el grupo principal donde marcan el ritmo sus gregarios Van den Bossche, Huysmans y Van Schil. Parece que el golpe de Saint-Étienne ha dejado dañado Merckx pero este elimina cualquier incógnita al atacar cerca de la cima del puerto cogiendo a  Ocaña  incluso antes de coronar. La etapa termina sin diferencias importantes entre los favoritos y es ganada por André Dierickx.
El segundo sector de la etapa es una contrarreloj por equipos de solo 4,9 km donde no se pueden hacer diferencias: entre el primer y último equipo clasificado hay menos de medio minuto.  Merckx termina el día manteniendo el liderazgo y superando las dudas físicos de la caída del día anterior. 
Estas dudas parecen totalmente desvanecidos en la quinta etapa con final en el Mont Dore, una subida de un kilómetro con rampas de hasta el 20%. A su pie ataca  Ocaña. Su ritmo solo lo aguanta  Merckx que a 150 metros del final ataca dejando atrás al español que pierde la etapa y cinco segundos en meta.  Poulidor hace una subida a su ritmo y entra en tercer lugar con el mismo tiempo que  Ocaña.
La sexta etapa es una tregua entre los favoritos aunque se suba la Espigoulier donde solo hay lucha por los puntos de la montaña. Los favoritos se reservan pensando en la contarrellotge el cuello de Èze del día siguiente. Así un ataque de Jean-Pierre Genet y Edward Janssens a 15 km de meta les es suficiente para abrir un agujero que les permita disputarse la etapa entre ellos. La victoria parece clara para  Janssens, ya que no ha relevado al francés durante toda la escapada pero  Genet lo supera en el esprint y gana en un final de etapa disputado en el circuito Paul Ricard.
El último día de competición se centra en la decisiva contrarreloj en Èze. Así, el primer sector se disputa reservando fuerzas y al final la victoria se decide en otro esprint masivo.
El segundo sector es la cronoescalada al cuello de Èze. Aunque  Merckx solo tiene dieciséis segundos sobre  Poulidor y veintidós cuatro sobre  Ocaña todo hace pensar en otra victoria del belga, ya que en los últimos tres años ha ganado la misma etapa.  Merckx ve tan segura de su victoria final que no tiene ninguna manía en fotografiarse a bordo del barco de motor que se da al vencedor final. Pero salta la sorpresa.  Poulidor gana la etapa sacándole 22 "a Merckx y vence en esta edición de la París-Niza por sólo 6". La victoria es tan inesperada que el patrocinador principal del popular Pozo-Pou, Adidas, tarde tres días a publicitar su victoria.

## Resultados de las etapas
| Etapa                   | Fecha       | Recorrido             | km       | Ganador           | Líder            |
| ----------------------- | ----------- | --------------------- | -------- | ----------------- | ---------------- |
| Prólogo                 | 9 de marzo  | Dourdan (CRI)         | 1,7 km   | Eddy Merckx       | Eddy Merckx      |
| 1ª etapa                | 10 de marzo | Dourdan-Vierzon       | 184 km   | Eric Leman        | Eric Leman       |
| 2ª etapa                | 11 de marzo | Vierzon-Autun         | 128 km   | Eddy Merckx       | Eddy Merckx      |
| 3.ª etapa               | 12 de marzo | Autun-Saint-Étienne   | 209 km   | Eric Leman        | Eddy Merckx      |
| 4.ª etapa , 2.º sector  | 13 de marzo | Saint-Étienne-Valença | 88 km    | André Dierickx    | Eddy Merckx      |
| 4.ª etapa , 2.º sector  | 13 de marzo | Valença-Valença (CRE) | 4.9 km   | Rokado            | Eddy Merckx      |
| 5.ª etapa               | 14 de marzo | Valença-Manosque      | 175 km   | Eddy Merckx       | Eddy Merckx      |
| 6ª etapa                | 15 de marzo | Manosque-Le Castellet | 189.5 km | Jean-Pierre Genet | Eddy Merckx      |
| 7.ª etapa , 1.er sector | 16 de marzo | Hyères-Niza           | 108 km   | Eddy Peelman      | Eddy Merckx      |
| 7.ª etapa , 2.º sector  | 16 de marzo | Niza-Col d'Èze (CRI)  | 9.5 km   | Raymond Poulidor  | Raymond Poulidor |

## Etapas

### Prólogo
9-03-1972. Dourdan, 1.7 km. CRI
|   | Ciclista         | Equipo      | Tiempo |
| - | ---------------- | ----------- | ------ |
| 1 | Eddy Merckx      | Molteni     | 2' 41" |
| 2 | Raymond Poulidor | Gan-Mercier | + 6"   |
| 3 | Gerben Karstens  | Rokado      | + 8"   |
| 4 | Yves Hézard      | Sonolor     | + 9"   |
| 5 | Luis Ocaña       | Bic         | + 10"  |

### 1ª etapa
10-03-1972. Dourdan-Vierzon, 184 km.
|   | Ciclista             | Equipo  | Tiempo     |
| - | -------------------- | ------- | ---------- |
| 1 | Eric Leman           | Bic     | 3h 57' 15" |
| 2 | Gerben Karstens      | Rokado  | m. t.      |
| 3 | Daniel van Ryckeghem | Sonolor | m. t.      |
| 4 | Eddy Merckx          | Molteni | m. t.      |
| 5 | Rolf Wolfshohl       | Rokado  | m. t.      |

### 2ª etapa
11-03-1972. Vierzon-Autun 214 km.
|   | Ciclista             | Equipo      | Tiempo     |
| - | -------------------- | ----------- | ---------- |
| 1 | Eddy Merckx          | Molteni     | 5h 50' 32" |
| 2 | Raymond Poulidor     | Gan-Mercier | + 3"       |
| 3 | Jacques Cadiou       | Gan-Mercier | + 7"       |
| 4 | Gerben Karstens      | Rokado      | m. t.      |
| 5 | Daniel van Ryckeghem | Sonolor     | m. t.      |

### 3ª etapa
12-03-1972. Autun-Saint-Étienne 209 km.
|   | Ciclista             | Equipo      | Tiempo     |
| - | -------------------- | ----------- | ---------- |
| 1 | Eric Leman           | Bic         | 5h 20' 00" |
| 2 | Barry Hoban          | Gan-Mercier | m. t.      |
| 3 | Daniel van Ryckeghem | Sonolor     | m. t.      |
| 4 | Rolf Wolfshohl       | Rokado      | m. t.      |
| 5 | José López Rodríguez | Werner      | m. t.      |

### 4a etapa, 1r sector
13-03-1972. Saint-Étienne-Valença, 88 km.
|   | Ciclista            | Equip                            | Temps      |
| - | ------------------- | -------------------------------- | ---------- |
| 1 | André Dierickx      | Beaulieu-Flandria                | 2h 08' 08" |
| 2 | Rolf Wolfshohl      | Rokado                           | m. t.      |
| 3 | Willy de Geest      | Van Cauter-Magniflex-De Gribaldy | m. t.      |
| 4 | José Antonio Pontón | Werner                           | m. t.      |
| 5 | Roger Pingeon       | Peugeot-BP-Michelin              | m. t.      |

### 4.ª etapa, 2.º sector
13-03-1972. Valença-Valença, 4.9 km. CRE
|   | Equipo     | Tiempo |
| - | ---------- | ------ |
| 1 | Rokado     | 6' 21" |
| 2 | Sonolor    | m. t.  |
| 3 | Werner     | + 2"   |
| 4 | Molteni    | + 3"   |
| 5 | Kas-Kaskol | + 4"   |

### 5ª etapa
14-03-1972. Valença-Manosque, 175 km.
|   | Ciclista          | Equipo      | Tiempo     |
| - | ----------------- | ----------- | ---------- |
| 1 | Eddy Merckx       | Molteni     | 5h 17' 59" |
| 2 | Luis Ocaña        | Bic         | + 5"       |
| 3 | Raymond Poulidor  | Gan-Mercier | m. t.      |
| 4 | Miguel María Lasa | Kas-Kaskol  | + 20"      |
| 5 | Yves Hézard       | Sonolor     | + 23"      |

### 6ª etapa
15-03-1972. Manosque-Le Castellet, 189,5 km.
|   | Ciclista             | Equipo                           | Tiempo     |
| - | -------------------- | -------------------------------- | ---------- |
| 1 | Jean-Pierre Genet    | Gan-Mercier                      | 5h 13' 27" |
| 2 | Edward Janssens      | Van Cauter-Magniflex-De Gribaldy | m. t.      |
| 3 | Daniel van Ryckeghem | Sonolor                          | + 25"      |
| 4 | Eddy Merckx          | Molteni                          | m. t.      |
| 5 | Rolf Wolfshohl       | Rokado                           | m. t.      |

### 7ª etapa, 1º sector
16-03-1972. Hyères-Niza, 153 km.
|   | Ciclista             | Equipo      | Tiempo     |
| - | -------------------- | ----------- | ---------- |
| 1 | Eddy Peelman         | Gan-Mercier | 3h 38' 58" |
| 2 | Gerben Karstens      | Rokado      | m. t.      |
| 3 | Daniel Van Ryckeghem | Sonolor     | m. t.      |
| 4 | Rolf Wolfshohl       | Rokado      | m. t.      |
| 5 | Jacky Mourioux       | Gan-Mercier | m. t.      |

### 7.ª etapa, 2.º sector
16-03-1972. Niza-Col d'Èze, 9.5 km. CRI
|   | Ciclista          | Equipo              | Tiempo  |
| - | ----------------- | ------------------- | ------- |
| 1 | Raymond Poulidor  | Gan-Mercier         | 20' 04" |
| 2 | Eddy Merckx       | Molteni             | + 22"   |
| 3 | Raymond Delisle   | Peugeot-BP-Michelin | + 37"   |
| 4 | Luis Ocaña        | Bic                 | + 44"   |
| 5 | Miguel María Lasa | Kas-Kaskol          | + 53"   |

## Clasificaciones finales

### Clasificación general
| Pos. | Ciclista          | Equipo                           | Tiempo      |
| ---- | ----------------- | -------------------------------- | ----------- |
|      | Raymond Poulidor  | Gan-Mercier                      | 31h 43' 57" |
| 2    | Eddy Merckx       | Molteni                          | + 6"        |
| 3    | Luis Ocaña        | Bic                              | + 52"       |
| 4    | Raymond Delisle   | Peugeot-BP-Michelin              | + 1' 15"    |
| 5    | Miguel María Lasa | Kas-Kaskol                       | + 1' 19"    |
| 6    | Leif Mortensen    | Bic                              | + 1' 35"    |
| 7    | Roger Pingeon     | Peugeot-BP-Michelin              | + 1' 41"    |
| 8    | Willy de Geest    | Van Cauter-Magniflex-De Gribaldy | + 1' 44"    |
| 9    | Yves Hézard       | Sonolor                          | + 1' 49"    |
| 10   | Joop Zoetemelk    | Beaulieu-Flandria                | + 1' 51"    |